# Золотарёв, Владимир Павлович
Золотарёв Владимир Павлович (род. 19 апреля 1948 года, Алма-Ата Казахской ССР) — высотный альпинист, мастер спорта, неоднократный чемпион Казахстана, призёр и чемпион СССРа в высотном, высотно-техническом классах. Имеет официальный титул «Снежный барс» (1984 года).
Награждён золотой медалью Чемпионата СССР в высотно-техническом классе (1976 год) — за новый маршрут на пик Клары Цеткин. В том же 1976 году третье место в Чемпионате СССР в высотном классе — за новый маршрут на пик Корженевской
За участие в спасательных работах после Спитакского землетрясения (1988 год) награждён медалью "За Трудовое Отличие".
За карьеру имел 12 восхождений на вершины выше семи тысяч, причём в 1984 году за 42 дня совершил восхождения на пик Ленина, пик Корженевской, пик Хан-Тенгри, пик Победы.